# M. King Hubbert
Marion King Hubbert (5 de octubre de 1903 - 11 de octubre de 1989) fue un geofísico que trabajó para el laboratorio de investigación de la compañía Shell en Houston, Texas. Realizó diversas contribuciones a los campos de la geología y geofísica, especialmente la teoría del pico de Hubbert, que tiene importantes connotaciones políticas. 

## Biografía
Hubbert nació en San Saba, Texas en 1903. Estudió en la Universidad de Chicago, donde recibió su B.S. en 1926, su M.S. en 1928, y su doctorado (Ph.D.) en 1937, estudiando geología, matemática y física. Trabajó como geólogo ayudante para la Amerada Petroleum Company durante dos años mientras se sacaba el doctorado. Posteriormente empezó a trabajar para la Shell Oil Company en 1943, retirándose de esta firma en 1964. Después de retirarse de Shell, trabajó como experto geofísico para el United States Geological Survey hasta su retiro en 1976. También desempeñó funciones de profesor de geología y geofísica en la Universidad de Stanford de 1963 a 1968 y en la Berkeley de 1973 a 1976.
Hubbert fue un ávido promotor del movimiento tecnocrático. Considerado un gran activo de la organización, cofundó Technocracy Inc. y contribuyó significativamente a la Technocracy Study Guide.

## Investigación
Hubbert realizó varias contribuciones a la geofísica, incluyendo la demostración matemática de que la roca en la corteza de la Tierra debería presentar plasticidad, igual que la arcilla, a causa de la gran presión a la que está sometida en grandes áreas. Esta demostración explicaba las observaciones de que la corteza de la Tierra se deforma con el tiempo. Hubbert también estudió el flujo de fluidos en el interior de la Tierra.
Sin embargo, Hubbert es especialmente conocido por sus estudios sobre la disponibilidad de las reservas de petróleo y gas natural. Predijo que la producción de petróleo de una reserva experimenta una evolución descrita por una campana de Gauss, alcanzando su máximo cuando la mitad del petróleo ha sido extraído y a continuación decayendo. En la reunión de 1956 del American Petroleum Institute en San Antonio, Texas, Hubbert hizo la predicción de que la producción total de petróleo de los Estados Unidos alcanzaría su pico a finales de la década de los 60 o a principios de los 70. Cuando en 1970 resultó que esta predicción se confirmó, Hubbert alcanzó una gran notoriedad. La curva usada en su análisis se conoce ahora como curva de Hubbert y el pico de la curva como pico de Hubbert
En 1975, cuando los Estados Unidos todavía sufrían cierta escasez de petróleo a causa de la crisis de 1973, la National Academy of Sciences confirmó la validez de los cálculos de Hubbert sobre la disponibilidad de petróleo y gas natural y reconoció que sus estimaciones anteriores que resultaban más optimistas estaban equivocadas.

## Cita
- Nuestra ignorancia no es tan vasta como nuestro fracaso para usar lo que conocemos (original en inglés:Our ignorance is not so vast as our failure to use what we know).[1]